# Сакэу (провинция)
Сакэу (тайск. สระแก้ว) — провинция в Таиланде.

## География
Провинция (чангват) Сакэу находится в восточной части Таиланда, однако в административном отношении относится к региону Центральный Таиланд. Она лежит на границе с Камбоджей. Северную часть провинции занимают покрытые лесами горы, её юг холмист и занят кустарниковой растительностью. Климат — муссонно — тропический.

## История
Территория провинции Сакэу в течение столетий являлась спорной между Камбоджей и Сиамом, лишь во времена правления короля Таксина она была закреплена за Таиландом. В различных старинных постройках здесь ощутимо сильное влияние кхмерской культуры.
Провинция Сакэу была образована в 1993 году и является одной из трёх новых провинции Таиланда.

## Административное деление
В административном отношении Сакэу разделена на 9 районов (ампхе), которые в свою очередь делятся на 59 общин (тамбон) и 619 поселений (мубан).
| 1. Mueang Sa Kaeo 2. Khlong Hat 3. Ta Phraya 4. Wang Nam Yen 5. Watthana Nakhon | 1. Aranyaprathet 2. Khao Chakan 3. Khok Sung 4. Wang Sombun |

## Достопримечательности
- Ват Там Као Чакан (วัดถ้ำเขาฉกรรจ์) — буддистский храм на высоте в 240 метров, на склоне горы Као Чакан. В храм входят 72 пещеры.
- Национальный парк Панг Сида (อุทยานแห่งชาติปางสีดา) — площадью в 894 км², с многочисленными водопадами.
- Национальный парк Та Прайя (อุทยานแห่งชาติตาพระยา) расположен в горах Донгрек, на границе с Камбоджей.